# (74203) 1998 RN56
(74203) 1998 RN56 – planetoida z pasa głównego asteroid okrążająca Słońce w ciągu 3,72 lat w średniej odległości 2,4 j.a. Odkryta 14 września 1998 roku.